# Кнульп
«Кнульп. Три истории из жизни Кнульпа» (нем. Knulp. Drei Geschichten aus dem Leben Knulps) — роман Германа Гессе, созданный в 1907—1913 годах и впервые опубликованный в 1915 году. Состоит из трех новелл: «Канун весны», «Мои воспоминания о Кнульпе» и «Конец».

## Сюжет

### Канун весны
В начале 90-х годов XIX века, выписавшись из больницы, Кнульп пытается найти приют в Лехштеттене в доме Эмиля Ротфуса. Ротфус — старый знакомый, с которым Кнульп некоторое время странствовал, но позже Эмиль осел, организовал кожевенную мастерскую и женился.
Сам Кнульп путешествует по южной Германии и долго не задерживается на одном месте. Чтобы избежать проблем с властями, Кнульп собирает различные документы, свидетельствующие о его трудовой деятельности, хотя сам нигде не работает.
В Лехштеттене Кнульп навещает своего знакомого портного Шлоттербека, отца пятерых детей, который немного завидует свободе и беспечности своего гостя. Кнульп при этом рассказывает портному о своем сыне, мать которого умерла при родах, и теперь ребенок живет у чужих людей, а сам Кнульп все ещё надеется когда-нибудь его увидеть.
Жена Ротфуса Лиза симпатизирует Кнульпу, но он отдает своё предпочтение служанке Барбеле, недавно переехавшей из Ахтхаузена, и приглашает её на вечернюю прогулку. Возвращаясь домой, Кнульп признается, что не может остаться в городе и завтра покидает его. На прощание она дарит своему спутнику несколько монет.

### Мои воспоминания о Кнульпе
В отличие от двух других, повествование в данной новелле ведется от первого лица. Главный герой вспоминает, как некоторое время путешествовал вместе с Кнульпом. В один из летних дней они остановились на деревенском кладбище, чтобы отдохнуть и переночевать. Кнульп рассказывает товарищу о своих взглядах на жизнь и об отношении к дружбе. На следующий день оба отправляются в соседнюю деревню. Поужинав в трактире, Кнульп отправляется спать, а главный герой предпочитает остаться и выпить пива. На следующее утро он обнаруживает, что Кнульп ушел из деревни без него.

### Конец
Однажды осенью, возвращаясь в родной город Гербезау, Кнульп встречает своего школьного соседа по парте доктора Махольда. Махольд понимает, что его друг болен чахоткой и нуждается в помощи. Кнульп принимает предложение доктора пожить в своем доме в Булахе.
Кнульп рассказывает Махольду, почему он в своё время перестал с ним дружить и ушел из гимназии. По его словам, главной причиной тому стало раннее увлечение девушками. Ещё будучи тринадцатилетним ребенком, он влюбился во Франциску, которая была старше него на два года. Девушка не отвечала ему взаимностью, считая невозможным иметь отношения с гимназистом, предпочитая ремесленников. Узнав это, Кнульп забросил учебу и вскоре был исключен, но тем не менее с Франциской у него ничего не сложилось.
Доктор хочет отправить Кнульпа в больницу Оберштеттена, но тот отказывается. Главный герой хочет в последний раз увидеть свою родину. Тогда Махольд находит место в больнице Гербезау и организует переезд. Но Кнульп, вместо того, чтобы отправиться лечиться, целый день гуляет по городу, вспоминая своё детство и школьные годы. В итоге главный герой решает покинуть Гербезау.
Некоторое время Кнульп ещё бродит вокруг своих родных мест. Ему чудится голос бога. Кнульп пытается понять, как бы сложилась его жизнь, если бы не случилась эта история с Франциской, если бы он стал порядочным человеком, семьянином. Но бог успокаивает его словами, что такие как Кнульп рождены, чтобы приносить в мир немного детского легкомыслия и вызывать у оседлых чувство тоски по свободе.

## История создания и публикация
Гессе работал над «Кнульпом» в течение шести лет. Первые две новеллы были написаны в Гайнхофене, а «Конец» в Берне. "Мои воспоминания о Кнульпе"впервые опубликовали в феврале 1908 году в берлинском литературном журнале «Neue Rundschau», «Канун весны» в мае 1914 в штутгартском «Der Greif», «Конец» в декабре 1914 году в «Deutsche Rundschau». В 1915 году в издательстве «S. Fischer Verlag» вышла книга «Кнульп. Три истории из жизни Кнульпа» в серии «Библиотека современного романа».

## Художественные особенности романа
В «Кнульпе», как и других произведениях раннего творчества Германа Гессе, заметно сильное влияние немецкого романтизма. Тип героя-странника, ищущего смысл жизни, довольно характерен для многих работ Гессе. Сам писатель отмечал, что Кнульп предвосхитил Златоуста из романа «Нарцисс и Златоуст» (1930). В письме Цвейгу в 1915 году Гессе также пишет, что наряду с «Росхальде» и несколькими стихотворениями, «Кнульп» — самое дорогое из всего, что он сочинил.
Странствия Кнульпа представляются не как бесцельное бродяжничество, а как своеобразный образ жизни художника. Он тесно связан с окружающим миром и природой. Через весь роман проходит сравнение человека с цветком — люди, как цветы, не могут сблизиться друг с другом, оторвавшись от корней, и также увядают со временем.
Образ вымышленного городка Гербезау, как образ родины, списан с Кальва, места где провел своё детство писатель. Этот образ можно встретить и в рассказе «Возвращение», написанном в то же время, что и «Кнульп» — главный герой Август Шлоттербек возвращается в родной город Гербезау спустя долгие годы скитаний по всему миру.
Стефан Цвейг писал: «Кнульп — своеобразный поздний плод романтизма, кажется мне вечной частью Малой Германии, картиной кисти Шпицвега, наполненной чистой музыкой, как народная песня».